# Luisia cordata
Luisia cordata är en orkidéart som beskrevs av Noriaki Fukuyama. Luisia cordata ingår i släktet Luisia och familjen orkidéer. Inga underarter finns listade i Catalogue of Life.